# 功夫鸡
功夫鸡（英語：Chuck Chicken）是由Animasia Studios创作的Flash动画电视连续剧。故事发生在落基鲈鱼岛上，讲述了查克化身“功夫鸡”，为岛上居民提供功夫式的安全和保护的故事。当查克继承了一个非常特殊的金蛋形状的护身符，具有惊人的力量，他用它来打败邪恶，保护行星鸟岛，它看起来像地球，但有鸟而不是人类）。